# Червоный Дуб
Червоный Дуб (укр. Червоний Дуб) — село, Першетравненский сельский совет, Софиевский район, Днепропетровская область, Украина.
Село ликвидировано в 1989 году .
Находилось на расстоянии в 0,5 км от села Перше Травня.